# Epilobium billardierianum
Epilobium billardierianum är en dunörtsväxtart som beskrevs av Nicolas Charles Seringe. Epilobium billardierianum ingår i släktet dunörter, och familjen dunörtsväxter.

## Underarter
Arten delas in i följande underarter:
- E. b. billardierianum
- E. b. cinereum
- E. b. hydrophilum
- E. b. intermedium

## Bildgalleri

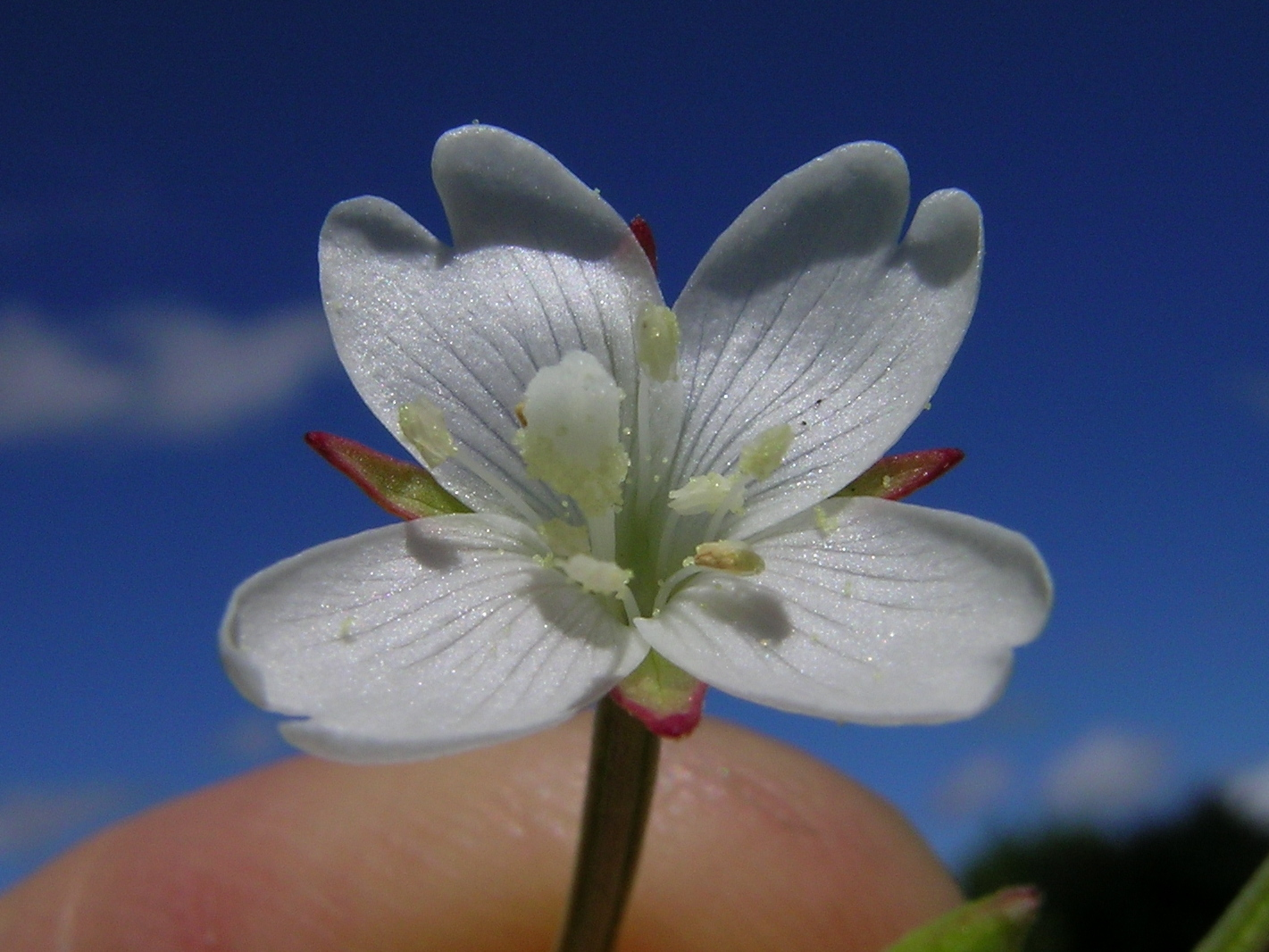
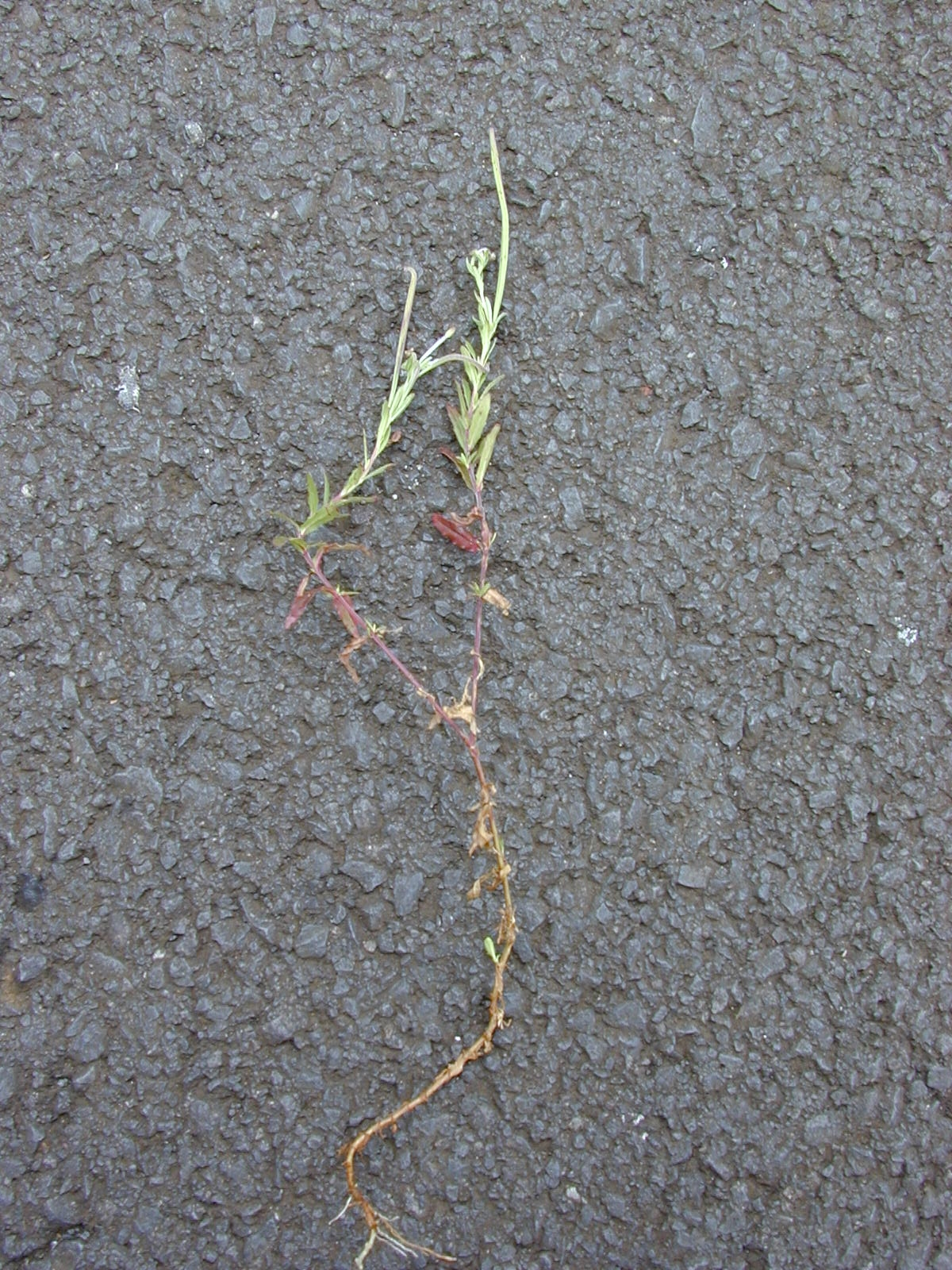
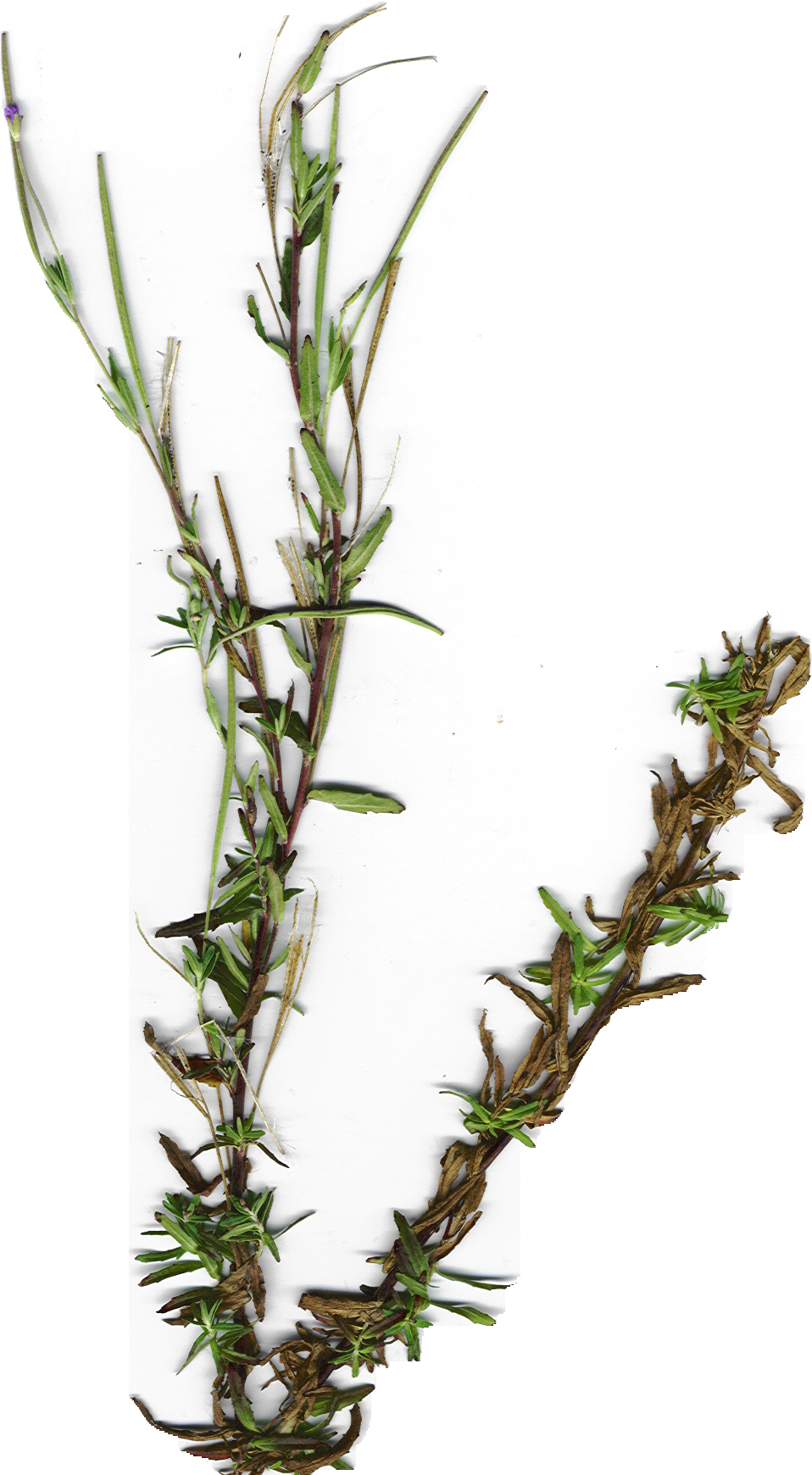
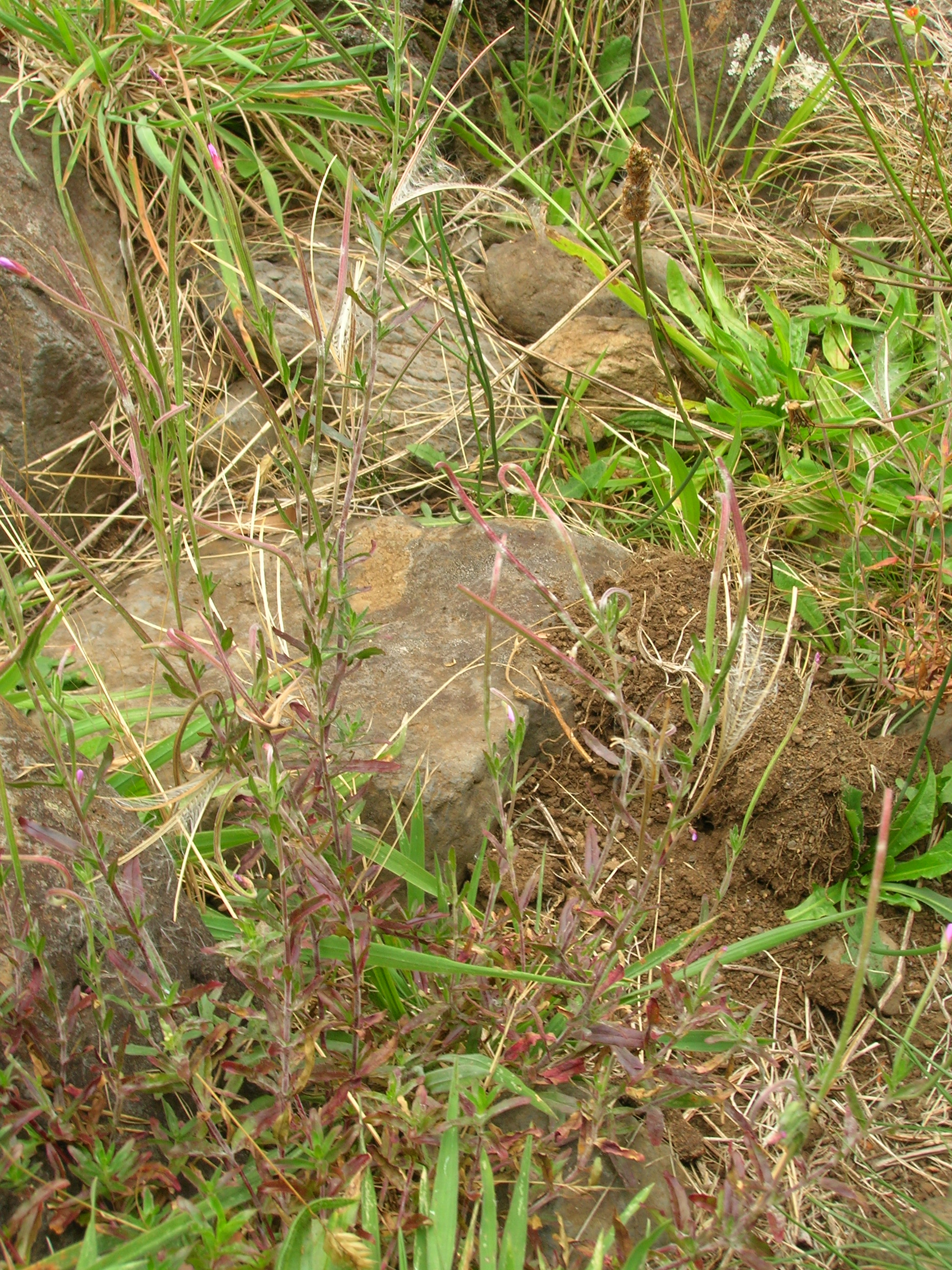